# Te de la Xina
|  | Aquest article tracta sobre la planta del te. Si cerqueu la infusió, vegeu «Te». |

El te la Xina, planta del te o, simplement, te (Camellia sinensis) és un arbre robust de la família de les teàcies, que fa de 2 a 10 m, provinent dels boscos de l'Àsia temperada com la Xina (Guangdong, Guangxi, Yunnan), i de l'Asia tropical com l'Índia (Assam), Myanmar, Tailàndia i a Laos i el Vietnam, però avui es cultiva a l'Índia, Xina, Sri Lanka, Indonèsia, Kenya, Turquia i l'Argentina. La infusió de fulles d'aquesta planta, àmpliament consumida arreu del món, també s'anomena te.
L'epítet específic sinensis prové del llatí i significa 'xinès'. Antics noms per a Camellia sinensis són Thea bohea, Thea sinensis i Thea viridis.

## Morfologia

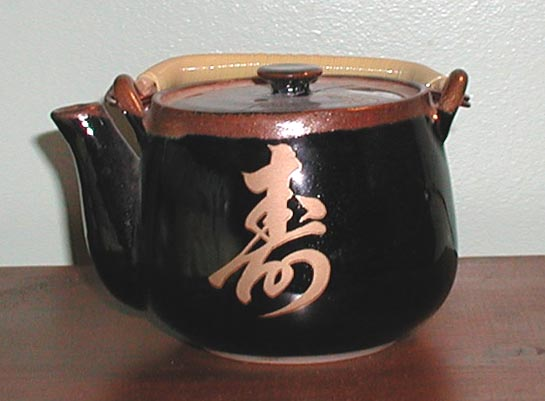
Tetera japonesa

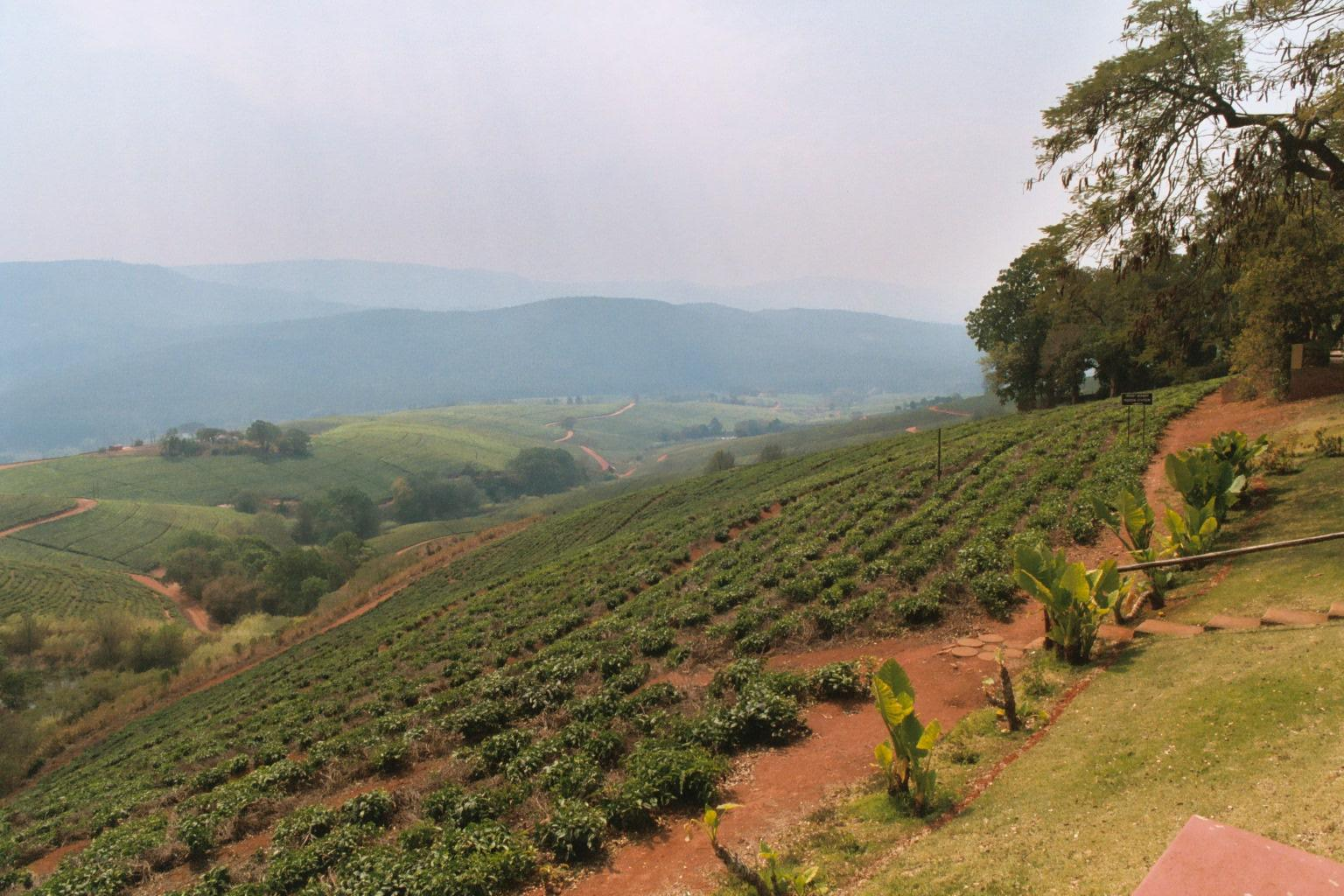
Plantació de te a Sud-àfrica

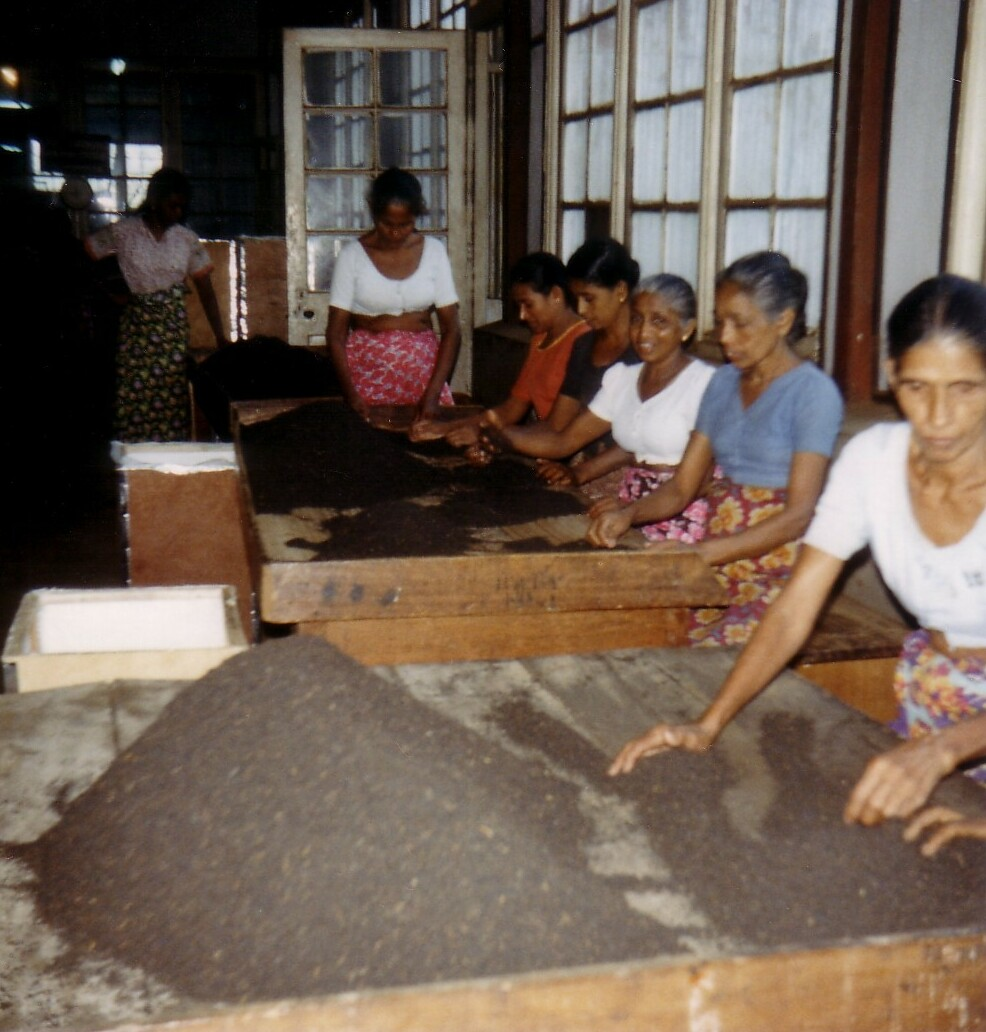
Processament de la fulla de te a Sri Lanka

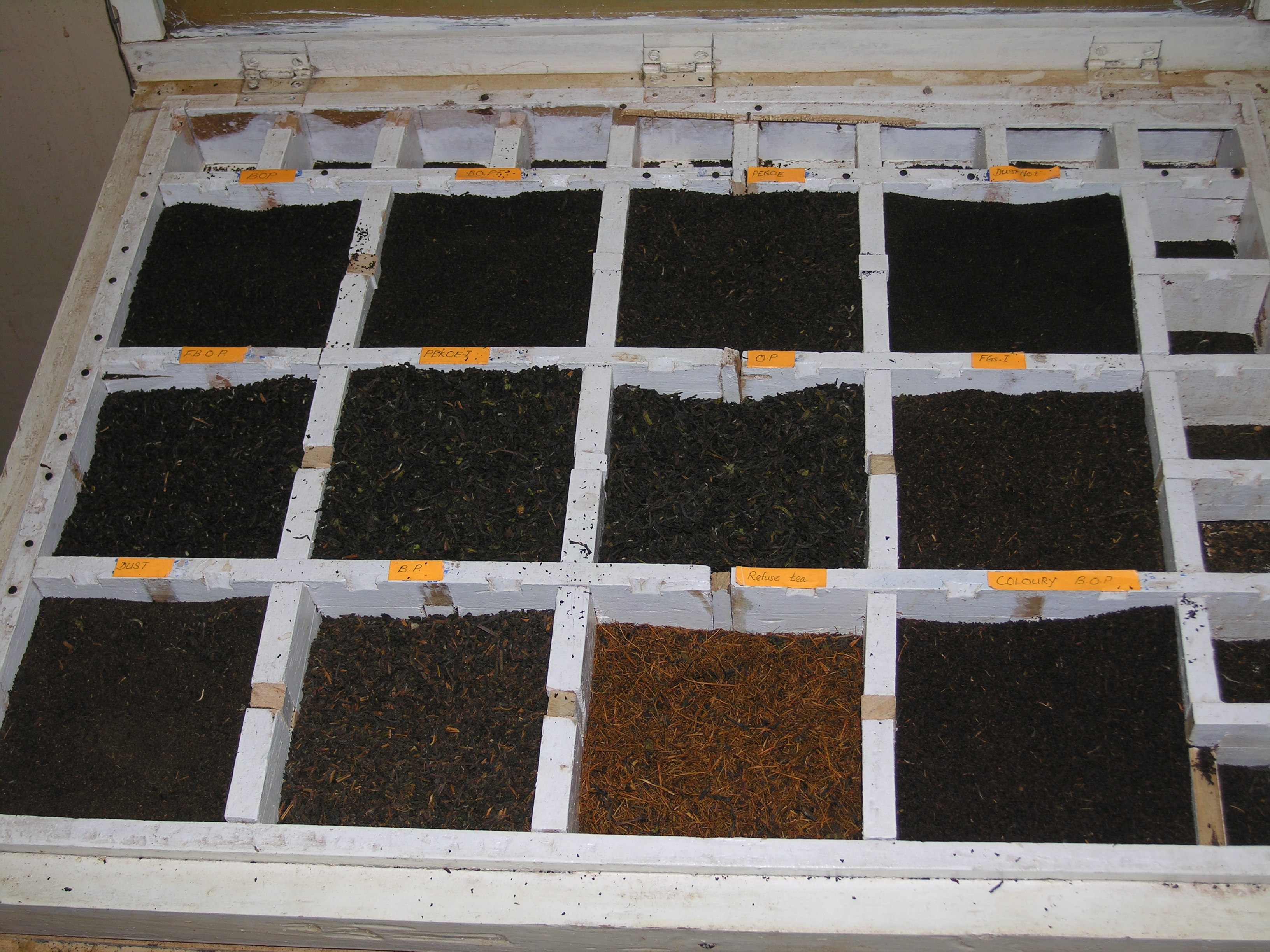
Selecció de tes de Sri Lanka

Camellia sinensis és un arbust perenne d'arrel axonomorfa que, quan creix en estat salvatge, pot créixer fins als 10 metres de llargada, i quan és conreat creix fins a 2 metres. Les fulles són alternes, de 4-15 cm de llarg i 2-5 cm d'ample, de color verd fosc i brillants, persistents, de forma ovada o ovada-lanceolada i molt convexes i serrades, encara que són senceres a la base; i amb un pecíol curt, i una forta nervació; les fulles joves són vellutades.
Les flors són bisexuals, petites, de color blanc, axil·lars i solitàries o bé s'agrupen en parells o de tres en tres, però generalment no presenten inflorescència. El periant està format per una corol·la de 5 a 9 pètals desiguals i un calze de cinc sèpals. L'androceu té nombrosos estams i al gineceu l'ovari és súper. El fruit és una càpsula trígona o esferoïdal, llenyosa, dura i aplanada amb unes llavors que tenen uns cotiledons grossos.

## Ecologia
Planta originària de la Xina, però actualment creix i es cultiva en tota mena de zones amb climes tropicals i subtropicals. Tot i així, els cultius comercials es poden estendre de l'equador fins a Cornualla (Gran Bretanya).

## Farmacologia
La part utilitzada de la planta del te són les fulles, que s'utilitzen per a preparar la infusió típica, el te.